# Antonio de Noailles
Antoine Just Léon Marie de Noailles (París, Francia, 19 de abril de 1841 - París, 2 de febrero de 1909) fue un noble francés que ostentó el título de Duque de Mouchy y Príncipe de Poix.

## Biografía
Era hijo de Carlos Felipe de Noailles (1808-1854), Duque de Mouchy, y de Ana María de Noailles (1812-1848).
El 18 de diciembre de 1865 contrajo matrimonio con la princesa Ana Murat, hija de Luciano Carlos Murat, Príncipe de Pontecorve y de Carolina Fraser, y por lo tanto nieta de Joaquín Murat y de Carolina Bonaparte. 
Tuvieron dos hijos:
- François Joseph Eugène Napoléon de Noailles (1866–1900), príncipe de Poix. Contrajo matrimonio en 1889 con Magdalena Duvois de Courval.

- Sabine Lucienne Cécile Marie de Noailles (1868-1881).

Se convirtió, como su padre antes que él, en alcalde de Mouchy-le-Châtel tan pronto como alcanzó la edad requerida, en 1866, y permaneció así hasta su muerte. De igual manera, tuvo una carrera política en el departamento, siendo miembro del consejo general durante muchos años, y a nivel nacional. Elegido diputado del bonapartismo de centroderecha en las últimas elecciones legislativas del Segundo Imperio, en 1869, no abandonó la vida política tras la proclamación de la república.